# 伯托爾德
伯托爾德（法語：Bertoald，—604年），7世紀初法蘭克王國貴族，曾任勃艮第王國宮相（600年—604年），活躍於墨洛溫王朝國王提烏德里克二世統治期間。他在與紐斯特里亞國王克洛泰爾二世的衝突中戰死，象徵勃艮第王國勢力的衰落與法蘭克王國統一的序幕。

## 生平
伯托爾德出身法蘭克貴族，以品行端正、智慧謹慎、驍勇善戰聞名。他擔任勃艮第宮相期間，深得提烏德里克二世信任，但招致攝政布倫希爾德忌恨。布倫希爾德欲將其寵臣普羅塔迪烏斯推上高位，遂設計陷害伯托爾德。
604年，布倫希爾德慫恿提烏德里克二世派伯托爾德巡視塞納河沿岸的皇家領地，意圖借紐斯特里亞之手除掉他。伯托爾德僅率300人前往，抵達阿萊勒時遭克洛泰爾二世之子墨洛維及宮相法語：，羅馬化：Landéric突襲。伯托爾德退守奧爾良，蘭德里克違反與提烏德里克二世的和平條約，圍攻奧爾良。伯托爾德提議與蘭德里單挑決鬥，但遭拒絕。其後，提烏德里克二世率軍支援，於聖誕節在埃唐普（Étampes）與紐斯特里亞軍隊交戰。伯托爾德因追擊過深陷入重圍，最終戰死。臨終前，他已知普羅塔迪烏斯的陰謀，仍選擇直面戰鬥以捍衛榮譽。
此戰中，墨洛維被俘，蘭德里克潰逃，克洛泰爾二世軍隊損失慘重。提烏德里克二世趁勢佔領巴黎，但最終與克洛泰爾二世簽訂《貢比涅條約》，暫時平息衝突。

## 來源
在提烏德里克統治第八年，他與一名妾室生下希爾德貝特。同年，沙隆召開宗教會議，維也納主教迪迪埃遭罷黜，流放至某島嶼，里昂主教阿里迪烏斯與布倫希爾德操控此事。此年天現日蝕。
伯托爾德，法蘭克人，時任提烏德里克宮相。他品行端方、智慧謹慎、驍勇善戰。
統治第九年，提烏德里克另一妾室生下科爾布斯。布倫希爾德的情人普羅塔迪烏斯（羅馬裔）權勢日盛，被任命為汝拉山與薩蘭地區總督。為除掉伯托爾德，布倫希爾德建議派其巡視塞納河至大洋沿岸的皇家領地。
伯托爾德率300人抵達阿萊勒狩獵時，克洛泰爾二世遣其子墨洛維與宮相蘭德里克率軍襲擊。紐斯特里亞軍違反條約，入侵塞納河與盧瓦爾河間屬提烏德里克的城鎮。
伯托爾德退至奧爾良，受主教奧斯特林庇護。蘭德里克圍城叫陣，伯托爾德提議單挑：「若你願待軍隊按兵不動，我們以決鬥讓上帝裁決。」蘭德里拒之，伯托爾德斥道：「既然你不敢，我們的主君終將因你等所為兵戎相見。屆時，我們當身披緋衣，率先赴戰，以證勇武！」
聖馬丁節當日，提烏德里克得知克洛泰爾違約入侵，率軍渡盧埃特河，於聖誕節抵埃唐普。墨洛維與蘭德里克率大軍迎戰。盧埃特渡口狹窄，僅三分之一勃艮第軍渡河即爆發戰鬥。伯托爾德依約呼喚蘭德里決鬥，後者未敢應戰。伯托爾德追擊過深，遭圍殺。他已知普羅塔迪烏斯陰謀，仍拒撤退。
——《弗萊德加編年史》